# Tavium
Tavium o Tavia (Grec antic: Τάουιον, transliterat Taouion; Llatí: Taouion/Tavion o Tavium), fou una ciutat de l'Àsia Menor, capital de la tetrarquia galata dels trocmis, situada a l'est del riu Halis. Antigament fou una ciutat hitita (Tawinija) que va veure el pas dels cimeris, perses, macedonis, grecs, romans, celtes (gals) i turcs. Sota l'imperi romà fou un centre caravaner d'importància i una cruïlla. Era també un centre on es treballaven alguns metalls (coure, estany, ferro i plata s'explotaven a les rodalies) i al començament del segle i s'hi encunyaven monedes (Marc Aureli, Heliogàbal). El lloc exacte de la ciutat no es coneix amb seguretat però molt probablement siguin unes ruïnes properes a la vila de Nefezköy avui rebatejada Büyüknefes, en una plana a l'est de l'Halos (província de Yozgat), habitada al hivern a l'inici del segle xx per tribus nòmades (aleshores part del districte -Kaza- de Sungurlu. El material de les ruïnes es va fer servir per construir la propera ciutat de Yozgat, on hi ha restes d'un teatre i probablement d'un temple de Júpiter, amb inscripcions, però que són d'època romana d'Orient.
En temps hel·lenistics va incloure el santuari de Zeus Tavianos, nom grec del déu hitita Teššop, d'importància més enllà de la regió, que destacava per tenir un dret d'asil internacionalment reconegut. L'estàtua de bronze del déu fou elogiada per Estrabó. L'establiment urbà s'estenia unes 175 hectàrees o la seva importància arrancava ja dels inicis de l'edat de bronze, però no tenia estatus de polis autònoma abans dels romans i Estrabó la qualifica d'empori (centre comercial) i fortalesa dels trocmis. Vers el 273 aC els trocmis es van establir a la població i la van convertir en el seu principal centre. El darrer tetrarca Brogitaros Filoromà (fill d'un desconegut Deiotaros) i la seva esposa Adobogiona, residien a Tavium fins que foren assassinats pel seu rival (i sogre de Brogitaros) Deiotarus I vers el 52 aC. Quan es va constituir el 25 aC la província de Galàcia Tavium fou la metròpolis però no va esdevenir ciutat autònoma fins vers el 21 aC. El territori sencer dels trocmis va formar aleshores la polis de Sebastenoi Trokmoi Taouianoi o Trokmoi Taouianoi; vers la meitat del segle iii la ciutat s'anomenava Sebaste Trokmōn Taouia.
A Notitiæ Episcopatuum el bisbat de Tavium és esmentat des del segle xiii com a sufragani d'Ancira. Es coneix el nom de cinc bisbes: Dicasius, que va estar present als concilis de Neocesarea i Nicea; Julià, present al segon concili d'Efes (449) i al concili de Calcedònia (451) i que va signar una carta dels bisbes de Galàcia al emperador Lleó (458); Anastasi, present al segon concili de Constantinoble (553); Gregori, al concili de Trullo (692); i Filaret al de Constantinoble (869).